# コリスタンコ

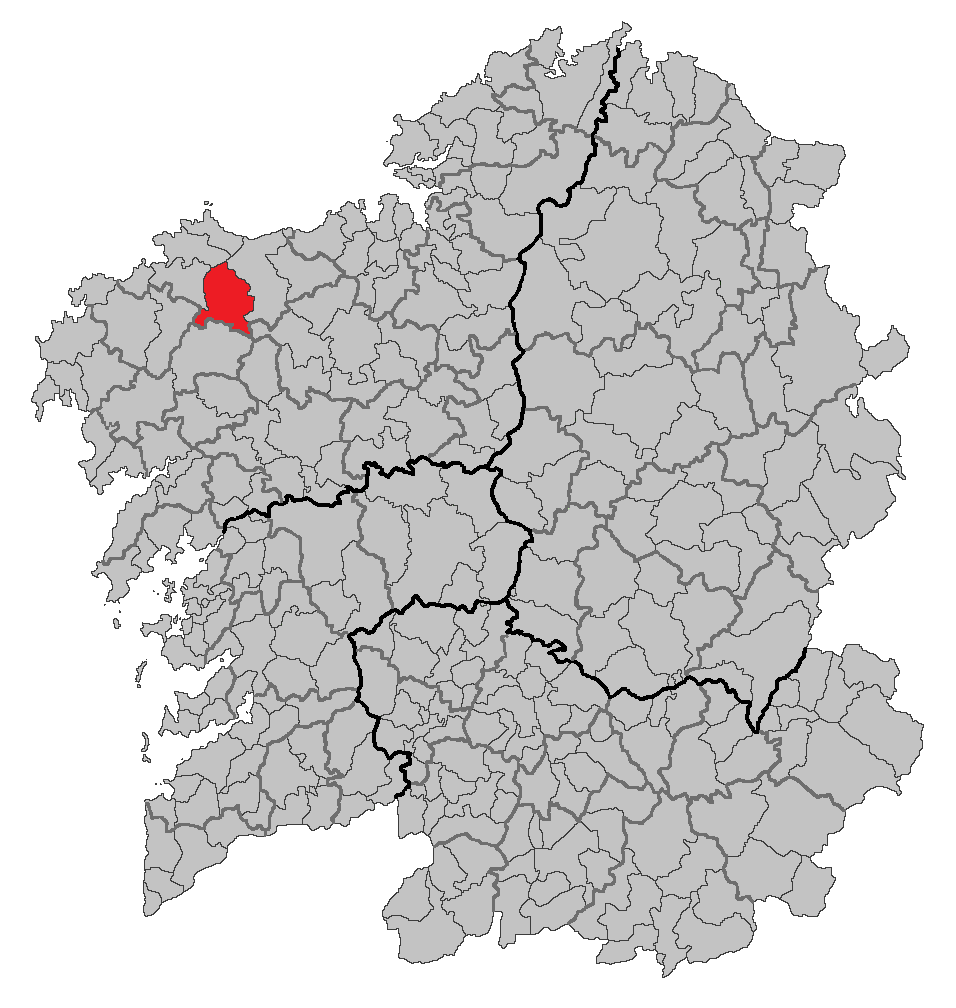

コリスタンコ（Coristanco）は、スペイン、ガリシア州、ア・コルーニャ県の自治体、コマルカ・デ・ベルガンティーニョスに属する。ガリシア統計局によると、2012年の人口は6,974人（2009年：7,285人、2006年：7,582人、2005年：7,646人、2004年：7,765人、2003年：7,860人）である。住民呼称はcoristanqués/-esa。
ガリシア語話者の自治体住民に占める割合は99.42％（2001年）。

## 地理
コリスタンコはア・コルーニャ県の北西部に位置し、コマルカ・デ・ベルガンティーニョスに属する。隣接する自治体は、北がポンテセソ、東がカルバージョとトルドイア、南がサンタ・コンバ、西がサスとカバーナ・デ・ベルガンティーニョスである。中心はトラーバ教区のサン・ローケ地区。
コリスタンコはカルバージョ司法管轄区に属す。

### 人口
住民は15の教区の141の地区（集落）に居住する。
| コリスタンコの人口推移 1900－2010                       |
|                                                         |
| 出典:INE（スペイン国立統計局）1900年 - 1991年、1996年 - |

## 歴史
自治体内には巨石文化時代の遺構がある。およそ30もの古墳が残されており、それらは約8,000年前のものと考えられている。シャビーニャ教区にある4か所は保存状態が良好である。
中世には、この地はサンティアーゴ大司教、サン・マメーデ・デ・セアビア修道院、トラーバ伯爵らによって、支配されていた。
自治体としてのコリスタンコは1835年に創設され、カルバージョ司法管区に属した。

## 政治
自治体首長はガリシア国民党（PPdeG）のアントーニオ・ペンサード・プラガロ（Antonio Pensado Plágaro）、自治体評議員はガリシア国民党：7、TEGA：4、ガリシア民族主義ブロック（BNG）：1、ガリシア社会党（PSdeG-PSOE）：1となっている（2011年5月22日の自治体選挙結果、得票順）。
| 1999年6月13日自治体選挙 |        |        |          |
| 政党                    | 得票数 | 得票率 | 獲得議席 |
| PPdeG                   | 3,486  | 58.80% | 9        |
| PSdeG-PSOE              | 1,300  | 21.93% | 3        |
| BNG                     | 763    | 12.87% | 1        |
| AIEC                    | 355    | 5.99%  | 0        |

| 2003年5月25日自治体選挙 |        |        |          |
| 政党                    | 得票数 | 得票率 | 獲得議席 |
| PPdeG                   | 3,718  | 65.21% | 9        |
| PSdeG-PSOE              | 1,215  | 21.31% | 3        |
| BNG                     | 711    | 12.47% | 1        |

| 2007年5月27日自治体選挙 |        |        |          |
| 政党                    | 得票数 | 得票率 | 獲得議席 |
| PPdeG                   | 2,848  | 50.93% | 7        |
| TEGA                    | 1,057  | 18.90% | 2        |
| PSdeG-PSOE              | 895    | 16.01% | 2        |
| BNG                     | 750    | 13.41% | 2        |

| 2011年5月22日自治体選挙 |        |        |          |
| 政党                    | 得票数 | 得票率 | 獲得議席 |
| PPdeG                   | 2,693  | 53.04% | 7        |
| TEGA                    | 1,392  | 27.42% | 4        |
| BNG                     | 501    | 9.87%  | 1        |
| PSdeG-PSOE              | 447    | 8.80%  | 1        |

## 史跡・名所
- ルビアンス橋（Ponte Lubiáns）- アンジョンス川の支流ロセンド川に架かる橋で、コリスタンコとカルバージョを結んでいる。オカ教区のモンテセーロ地区にある。1世紀の建造で、ローマ街道19号線が通っていた。創建時には5つのアーチで構成されていたが、現在は4つのアーチとなっている。
- ノゲイラの塔（Torre de Nogueira）- セアビア教区のノゲイラ地区にあるゴシック様式の塔。高さ13m。15世紀建築のトラバ伯爵家ベルムデス・デ・カストロ一族の城砦の一部。

## 教区
コリスタンコは15の教区に分けられている。太字は自治体の中心教区。
- ア・アグアラーダ（サン・ロウレンソ）
- セレーオ（サンタ・マリーア）
- コリスタンコ（サン・パイオ）
- コウソ（サン・ミゲル）
- クンス（サン・ビセンソ）
- エルベセード（サン・サルバドール）
- フェレイラ（サンタ・マリーア）
- オカ（サン・マルティーニョ）
- サン・シュスト（サン・シアン）
- サンタ・バイア・デ・カストロ（サンタ・バイア）
- セアビア（サン・マメーデ）
- トラーバ（サンタ・マリーア）
- バレンサ（サン・ペドロ）
- ベルデス（サント・アドラン）
- シャビーニャ（サン・トメ）